# Kratery Rio Cuarto
Kratery Rio Cuarto – prawdopodobne kratery uderzeniowe położone w prowincji Córdoba w centralnej Argentynie, ok. 40 km od miasta Río Cuarto. Znajdują się na powierzchni ziemi. Powstały w przeciągu ostatnich stu tysięcy lat, w późnym plejstocenie lub holocenie.

## Charakterystyka
Kratery Rio Cuarto to grupa podłużnych, eliptycznych zagłębień terenu. Na możliwe impaktowe pochodzenie tych struktur wskazał po raz pierwszy kpt. Rubén Lianza z Argentyńskich Sił Powietrznych, astronom amator.
Grupa 10 zagłębień rozciąga się wzdłuż linii przebiegającej z północnego wschodu ku południowemu zachodowi, na długości ok. 50 km. Największym z nich jest Depresión del Norte („Depresja Północna”), o wymiarach 4,5 × 1 km. Dalej w kierunku południowo-zachodnim znajduje się mały krater La Lagríma („łza”), a w niewielkiej odległości od niego dwa duże kratery Los Mellizos („bliźniaki”) o wymiarach ok. 3,5 × 0,7 km. Nieco dalej znajduje się zespół trzech małych zagłębień Grupo de la Luna („grupa księżycowa”) i para zagłębień El Tándem („tandem”).
Formacje te mają płaskie dna, w niektórych znajdują się lotne piaski, w jednym znajduje się małe wyniesienie centralne. Brzegi są wzniesione na wysokość sięgającą 10 m.

## Argumenty za pozaziemskim pochodzeniem
Wewnątrz prawdopodobnych kraterów znaleziono impaktyty i fragmenty materii meteorytowej. Została ona zidentyfikowana jako chondryty zwyczajne z grupy H. Postawiona została hipoteza, że kratery powstały na skutek upadku ciała niebieskiego o średnicy ok. 150 m. Nietypowy dla kraterów uderzeniowych, podłużny kształt o proporcji osi ok. 4:1 może być skutkiem upadku pod małym kątem do powierzchni ziemi (<15°).

## Kontrowersje
Materiał tektytowy znaleziony we wnętrzach kraterów jest szkliwem powstałym wskutek stopienia lokalnej, piaszczystej gleby, najprawdopodobniej na skutek upadku ciała niebieskiego. Występuje jednak na znacznie większym obszarze, niż ten dotknięty skutkami domniemanego impaktu koło Río Cuarto, a wiek tektytów został określony na pół miliona lat. Obserwacje satelitarne argentyńskiej pampy wskazały na istnienie innych, podobnych ciągów zagłębień terenu w kilku miejscach. Układają się one zgodnie z kierunkiem lokalnych wiatrów, sugerując pochodzenie eoliczne. Możliwe zatem, że tektyty i materia meteorytowa nie mają związku z zagłębieniami terenu, ale są pozostałością silniejszego uderzenia, w nieokreślonym dotąd miejscu pampy argentyńskiej.